# Timothy Cheruiyot
Pour les articles homonymes, voir Cheruiyot.
Timothy Cheruiyot (né le 20 novembre 1995 à Bomet) est un athlète kényan, spécialiste des courses de demi-fond, champion du monde du 1 500 m en 2019 à Doha.

## Biographie
Timothy Cheruiyot se révèle en 2015 en atteignant à l'âge de dix-neuf ans la finale du 1 500 m des championnats du monde, à Pékin, se classant à la septième place dans le temps de 3 min 36 s 05. Cette même année, il porte son record personnel à 3 min 34 s 86 à Nairobi.
En 2016, lors des championnats d'Afrique à Durban en Afrique du Sud, il décroche la médaille d'argent du 1 500 m, devancé de 12/100e de seconde par le Marocain Fouad Elkaam. En fin de saison, il remporte le meeting de Bruxelles, ultime étape de la Ligue de diamant, en établissant un nouveau record personnel à 3 min 31 s 34.

### 2017: vice-champion du monde à Londres et vainqueur de la ligue de Diamant
Sélectionné pour les championnats du monde 2017, à Londres, Timothy Cheruiyot devient vice-champion du monde, devancé seulement par son compatriote Elijah Manangoi. Vainqueur du meeting de Stockholm et deuxième du meeting Herculis à Monaco où il établit un record personnel à 3 min 29 s 10, il s'impose lors du Weltklasse Zurich, finale de la Ligue de diamant, décrochant à cette occasion son premier trophée dans cette compétition.

### 2018: Record personnel et deuxième victoire en ligue de Diamant
Le 30 juin 2018, Cheruiyot remporte le 1 500 m du meeting de Paris avec le très bon temps de 3 min 29 s 71, améliorant ainsi la meilleure marque mondiale de la saison. Le 20 juillet, il signe un deuxième chrono inférieur à 3 min 30 en remportant le Meeting Herculis de Monaco en 3 min 28 s 41, meilleure performance mondiale de l'année et record personnel.  Le 30 août, il s'impose lors des finales de la ligue de Diamant à Zurich en 3 min 30 s 27, devançant son compatriote Elijah Manangoi et le Djiboutien Ayanleh Souleiman. 

### 2019: Champion du monde à Doha
Le 5 juillet 2019, il établit la meilleure performance mondiale de l'année et le record du meeting lors de l'Athletissima de Lausanne en 3 min 28 s 77, le second meilleur temps de sa carrière. Le 6 octobre aux championnats du monde de Doha, il est sacré champion du monde du 1500 m en 3 min 29 s 26 après avoir mené la course de bout en bout, et avec plus de deux secondes d'avances sur ses poursuivants. Il devance sur le podium l'Algérien Taoufik Makhloufi, deuxième, et le Polonais Marcin Lewandowski, troisième.

### 2021: Jeux Olympiques de Tokyo
En 2020, malgré une saison compliquée par la pandémie de Covid-19, Cheruiyot réalise le 14 août la meilleure performance mondiale de l'année en s'imposant au meeting Ligue de Diamant de Monaco en 3 min 28 s 45, à quatre centièmes de son record personnel, et devant le Norvégien Jakob Ingebrigtsen qui établit un nouveau record d'Europe. Le Kényan semble maintenir une bonne forme au début de la saison 2021, avec une victoire au meeting de Doha en 3 min 30 s 48. A la surprise générale, il termine seulement quatrième de la finale du 1 500 m des sélections olympiques kényanes, et échoue donc dans un premier temps à se qualifier pour les Jeux Olympiques de Tokyo. Il est finalement sélectionné début juillet 2021 par la fédération kényane en remplacement de Kamar Etyang, alors deuxième de la finale susmentionné, soupçonné de ne pas avoir respecté les règles antidopage. Cheruiyot décrochera alors l'argent à Tokyo. Après avoir mené la course de la finale jusqu'aux derniers 200 mètres, il cède en fin de compte la victoire à son rival norvégien, Jacob Ingebrigtsen, qui remporte sa première médaille d'or olympique.

## Palmarès
| Date | Compétition               | Lieu             | Résultat | Épreuve   | Temps         |
| ---- | ------------------------- | ---------------- | -------- | --------- | ------------- |
| 2015 | Relais mondiaux de l'IAAF | Nassau           | 2e       | r. medley | 9 min 17 s 20 |
| 2015 | Championnats du monde     | Pékin            | 7e       | 1 500 m   | 3 min 36 s 05 |
| 2016 | Championnats d'Afrique    | Durban           | 2e       | 1 500 m   | 3 min 39 s 71 |
| 2016 | Ligue de diamant          | Ligue de diamant | 4e       | 1 500 m   | détails       |
| 2017 | Championnats du monde     | Londres          | 2e       | 1 500 m   | 3 min 33 s 99 |
| 2017 | Ligue de diamant          | Ligue de diamant | 1er      | 1 500 m   | 3 min 33 s 93 |
| 2018 | Jeux du Commonwealth      | Gold Coast       | 2e       | 1 500 m   | 3 min 35 s 17 |
| 2018 | Championnats d'Afrique    | Asaba            | 2e       | 1 500 m   | 3 min 35 s 93 |
| 2018 | Ligue de diamant          | Ligue de diamant | 1er      | 1 500 m   | 3 min 30 s 27 |
| 2019 | Ligue de diamant          | Ligue de diamant | 1er      | 1 500 m   | 3 min 30 s 22 |
| 2019 | Championnats du monde     | Doha             | 1er      | 1 500 m   | 3 min 29 s 26 |
| 2021 | Jeux olympiques           | Tokyo            | 2e       | 1 500 m   | 3 min 29 s 01 |
| 2021 | Ligue de diamant          | Ligue de diamant | 1er      | 1 500 m   |               |
| 2022 | Championnats du monde     | Eugene           | 6e       | 1 500 m   | 3 min 30 s 69 |
| 2022 | Jeux du Commonwealth      | Birmingham       | 2e       | 1 500 m   | 3 min 30 s 21 |
| 2024 | Jeux olympiques           | Paris            | 11e      | 1 500 m   | 3 min 31 s 35 |

## Records
| Épreuve | Temps         | Lieu   | Date           |
| ------- | ------------- | ------ | -------------- |
| 1 500 m | 3 min 28 s 28 | Monaco | 9 juillet 2021 |